# Bioera
Bioera è stata una società per azioni con sede a Milano che operava nella produzione e distribuzione di prodotti biologici e naturali per la salute e il benessere. Nata nel 2004, la società era tra i principali gruppi di settore, con un portafoglio di partecipazioni in aziende attive nella distribuzione di prodotti alimentari biologici vegetali sostitutivi della carne e del formaggio.
È stata quotata alla Borsa di Milano dove era presente nell'índice FTSE Italia Small Cap prima di essere sospesa. Il 4 dicembre 2024 il Tribunale fallimentare di Milano l'ha posta in liquidazione.

## Storia
Attiva dal 1989 con il nome di Dererum Srl, Bioera assume questa denominazione nel 2004 quando viene acquistata dalla famiglia Burani. Dopo una serie di aggregazioni, il gruppo assume massa critica e sbarca al mercato Expandi il 27 luglio 2005 a un prezzo di offerta di 7 euro. Dopo 5 anni però, la società specializzata nella produzione e vendita di prodotti biologici ed erboristici, cosmesi naturale e integratori alimentari, entra in crisi e il 16 aprile 2010 viene sospesa dalle quotazioni.
La società finisce in liquidazione e nel 2011 viene acquisita dalla Biofood Italia di Canio Giovanni Mazzaro e riportata in Borsa con un'operazione "market friendly" incentrata su un aumento di capitale privo di sovrapprezzo. Fino al 2021 presidente è stata Daniela Santanché, ministro ed ex compagna di Mazzaro.

## Azionariato
L'azionariato comunicato alla Consob è il seguente:
- Canio Giovanni Mazzaro: 50,003%
  - Biofood Italia: 50,003%
- Gruppo Fiduciaria Orefici: 6,040%
- Altri azionisti: 44,950%[5]

## Dati economici
Nel 2011 Bioera ha un fatturato di 43,4 milioni. Ha chiuso il bilancio al 31 dicembre 2011 con un utile netto di 11,4 milioni (nel 2010 era in perdita di 3,6 milioni) e un EBITDA di 8,9 milioni. Nel 2018 i ricavi sono stati di 41,38 milioni (calo del 12,1% rispetto ai 47,1 milioni del 2017), il bilancio evidenzia una perdita di 3,63 milioni, l'indebitamento a fine 2018 è di 9,1 milioni.

## Marchi e società
Il gruppo ha un portafoglio di partecipazioni in aziende attive nella distribuzione di prodotti alimentari e nel settore dei cosmetici di derivazione naturale, tra cui Ki Group (operatore del settore della distribuzione di prodotti biologici e quotato sul mercato AIM Italia), Bionature Food, Organic Oils e Fonte della Vita, attiva nella produzione di alimenti biologici vegetali sostitutivi della carne e del formaggio.
Bioera detiene anche il 40% di Visibilia srl, concessionaria di pubblicità per quotidiani ed emittenti televisive e controllante di Visibilia Editore, quotata sul mercato AIM Italia e proprietaria delle testate Villa&Giardini e Pc Professional. Ha una partecipazione del 30% anche in Unopiù, leader nell'arredamento per esterni.